# Río Lucena
El río Lucena, también llamado arroyo del Rigüelo, es un río que discurre al norte  de Lucena, en la provincia de Córdoba), atravesando las comarcas de la Subbética y de la Campiña Sur.
Nace en el paraje de Cascajar, en el término municipal de Lucena, y desemboca en el río Anzur, afluente del Genil, poco antes del embalse de Cordobilla donde confluyen el Anzur y el Genil. 